# Arrhenatheretea elatioris
Arrhenatheretea elatioris (aussi connu sous les noms Arrhenatheretalia elatioris, Arrhenatheretum elatioris ou Arrhenatherion elatioris) est un syntaxon, en phytosociologie, pour une catégorie de prairies de fauche caractérisée par la présence de la graminée Arrhenatherum elatius (ou avoine élevée).
On la trouve dans la Classification phytosociologique selon Catminat, au niveau de la catégorie 12 (Prairies eurosibériennes des sols moyennement riches à riches en azote, subissant des pratiques agricoles variées (fertilisation, amendement, fauche, pâturage, jachère, semis…)) et dans la sous-catégorie 12/1 (Végétation herbacée vivace des prairies eurosibériennes : Agrostio stoloniferae - Arrhenatheretea elatioris subsp. elatioris).
Ce type de communauté de plantes a été nommé sous divers noms:
- Arrhenatheretum elatioris Br.-Bl., 1915
- Arrhenatherion elatioris Koch, 1926

En Grande Bretagne, ce type de communauté porte le nom en:British NVC community MG1.

## Lienes externes
- fiche Habitats - Arrhenatherion elatioris Koch 1926 sur le site de l'INPN